# Joaquín Escolán y Balibrera
Joaquín Escolán y Balibrera (* 1810 in San Salvador; † in Ciudad San Vicente) war vom 30. September 1834 bis 14. Oktober 1834 Jefe Supremo und vom 2. März bis 10. April 1835 Mitglied einer Regierungsjunta der Provinz El Salvador in der Zentralamerikanischen Konföderation.

## Leben
Joaquín Escolán y Balibrera war Mitglied der Moderados, wie sich damals die Partido Conservador nannte. Die Moderados wollten aus der durch die liberalen Fiebres dominierten Konföderation heraus.
Anfang 1833 war mit einem Indigenenaufstand unter Anastasio Mártir Aquino San Carlos, Mariano Prado Baca, der Statthalter des liberalen José Francisco Morazán Quezada aus Ciudad San Vicente in die Flucht geschlagen worden.
Morazán verlegte 1835 den Regierungssitz der Föderationsregierung per Dekret von Guatemala-Stadt nach San Salvador.
Escolán verlegte den Regierungssitz der Provinzregierung von San Salvador nach Ciudad San Vicente.
Vom 5. Oktober 1834 bis 1839 war Ciudad San Vicente Regierungssitz der Provinzregierung von El Salvador.
Seine Ablösung am 14. Oktober 1834 durch den liberalen José María Silva geschah auf Intervention von Morazán.
Vom 2. März bis 10. April 1835 war Escolán Vorsitzender einer Regierungsjunta mit José Dionisio de la Trinidad de Herrera y Díaz del Valle. In dieser Zeit wählten die Cabildos de Españoles einen Jefe Supremo.